# Aaron Hadlow
Aaron Hadlow, né le 4 octobre 1988 en Angleterre, est un kitesurfer professionnel britannique de renommée internationale.

## Carrière
Au cours de sa carrière, il a atteint des sommets en remportant cinq fois le championnat du monde de la Professional Kiteboard Riders Association (PKRA) et en étant également couronné deux fois au Red Bull King of the Air (KOTA) ,.

## Sponsors
Initialement soutenu par Flexifoil de 2001 à 2014, Aaron Hadlow a amorcé sa carrière sous cette enseigne. Par la suite, il a fait le choix de quitter Flexifoil pour rejoindre Duotone, anciennement connu sous le nom de « North Kiteboarding », et avec qui il entretient toujours un partenariat de sponsoring.
Il est également sponsorisé par Red Bull, Chiemsee et Pro-limit.